# Carl August Buz
Carl August Buz (ur. 6 kwietnia 1803 r. w Wiesenbronn w Dolnej Frankonii – zm. 18 października 1870 w Augsburgu) – niemiecki inżynier, konstruktor i przemysłowiec, związany z Augsburgiem.

## Życiorys
Był synem Heinricha Gottlieba Buza z Wiesebronn (koło Kitzingen), oficera, a następnie urzędnika administracji bawarskiej i Marii Anny Nolden z Dahn, a także ojcem późniejszego inżyniera i przemysłowca Heinricha Buza (1833-1918).
Młody C.A. Buz wzorem ojca wstąpił do armii bawarskiej, gdzie zdobył szlify inżyniera wojskowego. W 1834 r. przybył do Augsburga i ożenił się. W następnym roku zatrudniła go spółka pod nazwą "Towarzystwo Akcyjne Kolei Monachijsko-Augsburskiej" (niem. Aktienverein München-Augsburger Eisenbahn). Jako inżynier C.A. Buz brał udział w budowie pierwszej linii kolejowej w Augsburgu, łączącej to miasto z Monachium (1838). W 1844 r. wraz z Carlem Augustem Reichenbachem założył w Augsburgu „Carl Reichenbachschen Maschinenfabrik Augsburg“, w której już w następnym roku wyprodukowali pierwszą szybkobieżną prasę drukarską dla miejscowej drukarni Nikolausa Hartmanna. C.A. Buz został dyrektorem tej firmy, specjalizującej się w produkcji maszyn drukarskich, późniejszej (1857) „Maschinenfabrik Augsburg AG“ (obecnie „Manroland AG”).

## Literatura
- Schmid Jürgen: Buz, Carl August, w: Neue Deutsche Biographie (NDB). Band 21. Duncker & Humblot, Berlin 2003, S. 307.